# Elendsindex
Der Elendsindex (eng: misery index) ist die Summe von Inflationsrate und Arbeitslosenquote.
Der Elendsindex wurde durch Arthur Okun als Wirtschaftsindikator in die wissenschaftliche Diskussion eingeführt. Die Annahme dahinter ist, dass sowohl Arbeitslosigkeit als auch Inflation hohe wirtschaftliche und soziale Kosten verursacht.

## Varianten
Auch der Chicagoer Wirtschaftswissenschaftler Robert Barro hat einen Elendsindex erstellt. Dessen in den 1970er Jahren veröffentlichter Barro Misery Index umfasste zusätzlich das Wirtschaftswachstum und Zinsniveau.
Manchmal wird der Elendsindex mit doppelter Gewichtung der Arbeitslosigkeit berechnet. Dies soll ein entsprechendes Werturteil widerspiegeln, dass Arbeitslosigkeit schlimmer sei als Inflation. Diese Sicht spiegelt sich in dem bekannten Zitat von Helmut Schmidt: „Besser 5 % Inflation als 5 % Arbeitslosigkeit“. Am Ende der Amtszeit Schmidts lagen jedoch beide Indikatoren bei über 5 %.

## Kritik
Aus wirtschaftswissenschaftlicher Sicht ist der Elendsindex weder akzeptiert noch brauchbar, zeigte sich aber in der Vergangenheit als guter Indikator bei Wahlen. Ist der Index hoch, werden Regierungen öfter abgewählt, als dies bei niedrigem Stand der Fall ist.

## Trivia
- Eine amerikanische Grindcoreband trägt den Namen Misery Index und befasst sich in ihren Songs mit sozialkritischen und politischen Themen.